# Hòa An, Hòa Điền
Hòa An (tiếng Trung: 和安; bính âm: Hé'ān) là một huyện tại khu vực tây nam của khu tự trị Tân Cương và thuộc thẩm quyền của địa khu Hòa Điền. Đây là đơn vị cấp huyện ở cực tây nam của Tân Cương, quản lý một phần khu vực Aksai Chin.

## Tên gọi
Tên gọi Hòa An cùng với tên gọi huyện Hòa Khang có nghĩa là "Hòa Điền an khang" (和田安康).

## Lịch sử
Ngày 27 tháng 12 năm 2024, chính phủ Tân Cương tuyên bố thành lập huyện Hoà An. Việc thành lập huyện được Ủy ban Trung ương Đảng Cộng sản Trung Quốc và Quốc vụ viện phê chuẩn. Người phát ngôn Bộ Ngoại giao Ấn Độ phản đối việc thành lập huyện vì bao gồm lãnh thổ tranh chấp Aksai Chin.
Thủ phủ của huyện là trấn Hồng Liễu.

## Giao thông
Quốc lộ 219 đi qua vùng Aksai Chin của huyện.